# Paula Oliveira
Ana Paula Ferreira de Oliveira mais conhecida por Paula Oliveira é uma cantora e professora de canto jazz portuguesa. Estudou canto e jazz em Lisboa, e canto jazz em Barcelona e Nova Iorque. Participou em vários programas de televisão (Operação Triunfo) e é atualmente professora de canto jazz no Hot Clube de Portugal.

## Biografia
Paula Oliveira começou a cantar aos 4 anos de idade , e iniciou os seus estudos musicais no conservatório de Coimbra, tendo terminado o curso de canto clássico no Conservatório Nacional de Lisboa.   

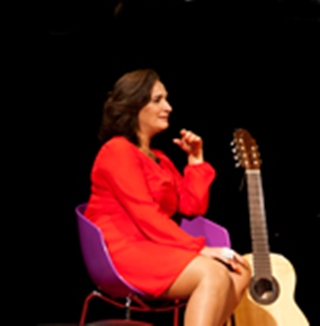
A cantora portuguesa na TV Brasil, 2015

Simultaneamente participou em seminários de música clássica e jazz: direção coral, com Paulo Brandão, interpretação de música antiga, com René Jacobs, I e II Seminários de Jazz do Estoril, dirigidos por Rufus Reid e Reggie Workman, interpretação de Jazz na escola "Taller de musics" de Barcelona, seminário de jazz integrado no Festival JVC na Manhattan School of Music, em Nova York, dirigido pelo saxofonista Phil Woods e participa nos I e II Seminários de jazz na Fundação da Casa de Mateus, em Mateus (Vila Real), com a cantora Norma Winston. Durante a sua estadia em Barcelona dá vários série de concertos por toda a Catalunha com o seu trio composto por músicos locais.   
Em outubro de 1995, vive em Nova Iorque onde estuda técnica vocal com Taína Urrey (professora da Rugters University), treino auditivo, com o pianista Armen Donelien (professor da  Manhattan School of Music e da New School). Em Nova York apresenta um trabalho em vários clubes, com o trio de norte-americanos, Armen Donelian (piano), portinho (bateria), David Fink (contrabaixo). Esse trabalho foi apresentado no ano seguinte (1996) em tornée em Portugal.   
Em 1998, integrada num ciclo de música brasileira da Fundação Calouste Gulbenkian grava um CD com os músicos Paulinho Braga (bateria), David Fink (contrabaixo) e Cliff Korman (piano). Em 2003 gravou o CD "Quase então" em duo com João Paulo Esteves da Silva (piano), incluindo temas originais e música tradicional portuguesa. Com o contrabaixista Bernardo Moreira apresenta o terceiro álbum, assinado em parceria, e intitulado "Lisboa que Adormece", com canções das décadas de 1970 e 1980 de compositores e poetas como Ary dos Santos, Manuel Alegre, Sérgio Godinho, entre outros.  
Em 2007, Paula Oliveira volta a gravar poetas portugueses, no álbum “Fado Roubado”, com direcção musical de Bernardo Moreira, onde canta poemas de [[Fernando
Pessoa]], Ary dos Santos, Zeca Afonso e Sophia de Mello Breyner Andresen, entre outros.  
Paula Oliveira participou em vários programas de televisão, como a "Operação Triunfo" I e II, em que é professora de voz e estilo.   
Integra atualmente o grupo de músicos professores da Escola de Jazz Luís Vilas Boas, no Hot Clube de Portugal em Lisboa.   
Participou em vários festivais de jazz no país, como também em várias salas no estrangeiro, Espanha, Alemanha, Itália, Suíça, Dinamarca, Estados Unidos, Tailândia, Indonésia, Angola, Moçambique e Guiné-Bissau. 

## Discografia
- "PAULA OLIVEIRA - featuring Cliff Korman, David Fink e Paulo Braga", Paula Oliveira (edição Numerica-1998)(Fundação Calouste Gulbenkian) (1998)
- "Quase então", Paula Oliveira e João Paulo Esteves da Silva (2003)
- "Lisboa que Adormece", Paula Oliveira e Bernardo Moreira - Polydor (Março, 2005)
- "Fado Roubado", Paula Oliveira (2007)

## Ligações Externas
- Site Oficial de Paula Oliveira
- Nota biográfica
- Nota biográfica no festival Seia Jazz e Blues, Festival Internacional de Jazz e Blues de Seia